# Reverzális
A reverzális (eredeti írásmóddal reversalis) latinul a házasfelek írásos megegyezése a születendő gyermekek vallásáról vegyes házasság esetén. Általában írásban tett, egyházjogi okiratba foglalt ígéretet jelent. Magyar fordítása: térítvény. A leggyakrabban a római katolikus egyházjogban fordul elő, mégpedig vegyes házasság esetében, mint az a katolikus apától követelt ígéret (térítvény), amelyben arra kötelezi magát, hogy összes gyermekét a katolikus vallásban fogja neveltetni.
Petőfi Sándor az esküvője alkalmával reverzálist adott Szendrey Júliának az összes születendő gyermeke katolikussá nevelésére. A 19. század végén még a politikai életben is használatos kifejezés volt – például Mikszáth Kálmán mindkét értelemben használta a reverzális szót Jókai Mór és kora című írásában. Mikszáth Kálmán 1898-ban „Reverzális” címen publikált egy vezércikket az Országos Hírlapban. Mikszáth a reverzálisról mint egyházi fogalomról is közzétett egy anekdotát.

## A magyar egyházjogokban
A római katolikus egyházjogban, különösen vegyes házasság esetében az a katolikus apától követelt térítvény, amelyben arra kötelezi magát, hogy összes gyermekét a katolikus vallásban fogja neveltetni. Az egyházjog a papoknak szoros kötelességévé teszi, hogy az esketés előtt ilyen reverzálisokat lehetőleg kieszközölni törekedjenek, és azok épségben tartása felett szigorúan ügyeljenek. Hazánkban a reverzálisok 1868-ig élték virágkorukat, de az egyházjogban tovább éltek, annak ellenére, hogy a protestánsok a reverzálisok miatt sokszor panaszt emeltek.

## Története

### A 18. század végén
Ebben a korszakban sok bonyodalom származott a reverzálisokból. Bár II. József türelmi rendelete megszüntette ezeket, ám mindez s régieknek, az 1781. október 1-je előtt kiállított reverzálisoknak az érvényességét nem érintette, így a házasfeleket, ha eltértek tőlük, a hatóságok éppen úgy felelősségre vonták és elítélték, mint akár Mária Terézia korában. Az 1791. évi XXVI. t.-c útján (egészen 1868-ig) lehetővé tette az akkori törvényhozás, hogy vegyes házasság esetében a katolikus apa gyermekei a nemre való különbség nélkül a törvény erejénél fogva katolikusok legyenek, ha ellenben az anya katolikus, a törvény erejénél fogva csak a leánygyermekek katolikusok, a fiúgyermekek ellenben apjuk vallását követhetik, de katolikusok is lehetnek. Ez a szabályozás egészen 1868-ig élt, így ez az időszak tekinthető a reverzálisok „virágkorának”.

### A reformkorban
Az 1843-44-es országgyűlés törvényesnek ismerte el a protestáns lelkész előtt kötött vegyes házasságot, a házasfelek megegyezhetnek a gyermekek vallásáról (reverzális). A liberális ellenzék felvetette a reverzális megszüntetését. Törvénytervezet is készült, azonban ezt a főrendi ház elbuktatta.1841-ben

### 1868 után
Az 1868. LIII. t.-c. az 1791. XXVI. t.-c. rendelkezéseit a keresztény vallásfelekezetek viszonosságával ellentétben állóknak találta, s azért a vallásfelekezetek egyenjogúságának törvény útján való szabályozásáig, tehát kifejezetten ideiglenes jellegű érvénnyel kötelező jelleggel állapította meg, hogy vegyes házasságból származó gyermekek nemük szerint követik a szülőknek vallását, s hogy a reverzálisok «ezentúl is» érvénytelenek, s semmi esetre sem bírnak jogerővel. Az idézőjelek közé foglalt szavak kétségtelenné teszik, hogy a törvényhozás az előbbi törvények alatt adott reverzálisokat is állami törvény szempontjából érvénytelennek tekintette.
- Mikszáth Fenyegetés című anekdotájában így írt a reverzálisról: „Még 1894 előtt úgy volt, hogy a katolikus plébánosok reverzális nélkül is összeadták a vegyes párokat, de a kánon szerint csak akkor, ha máskülönben az egyháznak világos haszna volt belőle (evidens utilitas) vagy a katolikus fél fenyegetőzött valamivel (urgens nécessitas), amivel az egyháznak árthat.”[9]

### 1894 után
A kérdést a vallásszabadság értelmében a gyermekek vallásáról szóló 1894. XXXII. t.-c. újra szabályozta, amely e tekintetben az 1868. LIII. t.-c. helyébe lépett. Ettől kezdve a katolikus egyházi jog szerint magyar katolikus és protestáns fél közt a házasság teljesen formátlanul is megköthető volt, vagyis e szerint a polgári házasság egyházilag is teljesen érvényes. Ha azonban „vegyes” (különböző) vallású felek házasságukat katolikus lelkésszel akarták megáldatni,  okvetlenül reverzálist kellett adniuk gyermekeik vallásos nevelése tekintetében, mert különben a katolikus lelkész csak passzív asszisztenciával (puszta jelenlétével) vehetett részt az egyházi házasságkötésnél. A reverzális az 1894. XXXII. t.-c. által  megszabott alakban érvényesen megadható volt.A gyermekek vallása tekintetében  a 'nem nemet követ' elv érvényesült. Az állami jog szempontjából  Magyarországon 1945 előtt csak a polgári házasságot megelőzően, közjegyző, járásbíró, polgármester vagy főszolgabíró előtt adott reverzálisnak volt hatálya.

## Protestáns tiltakozások
A protestáns felekezetek a reverzális kikövetelését a vallásszabadsággal szemben állónak tekintették, és híveik számára megalázónak tartották. Ravasz László írta erről:"...[R]everzálist adni egyike a legnagyobb szégyennek, amit református vagy protestáns ember elkövethet. Azzal, hogy reverzálist adunk, elismerjük, hogy a mi vallásunk eretnekség, gyászos tévelygés: elismerjük azt, hogy a másik fél vallása az igaz vallás. Megtagadjuk saját egyházunk létjogosultságát és térdre ereszkedünk a gőgös, kegyetlen ellenfél előtt. Reverzálist tehát csak az adhat, aki nincs meggyőződve református egyháza igazsága felől, aki tőlünk el akar távozni, közöttünk nem érzi jól magát, és vágyik abba az egyházba, amelynek kedvéért megtagadja és megcsúfolja a mienket”.

## Szerepe nevezetes személyek életében
- Az evangélikus hitű Kossuth Lajos házasságot akart kötni a katolikus Meszlényi Terézzel. Mivel Kossuth nem volt hajlandó reverzálist adni, mivel azt a vallási jogegyenlőséggel ellentétesnek tartotta, a házasságot „áldás nélkül” köthette csak meg.[13]
- Jókai Mór adott[14]
- Szabó Magda - szüleinél merült fel
- Petrovics Emil édesapja adott reverzálist.[15]